# Carcinoma ductal infiltrante
Carcinoma ductal infiltrante ou Carcinoma de mama ductal invasivo (CDI) é a forma mais comum de câncer de mama invasivo (70 a 80%) tanto em mulheres como em homens. É caracterizado por uma massa tumoral que obstruem um ou mais ductos de passagem do leite materno e invade os tecidos próximos, e pode se espalhar gânglios linfáticos e pulmões.
Sua forma típica é chamada de Carcinoma ductal sem outras especificações ou ductal NOS (do inglês Not otherwise specified) ou ainda como carcinoma invasivo NST (Not special type) para diferenciá-los das formas atípicas de câncer de mama como o tumor filoide ou um sarcoma ductal. 

## Causas

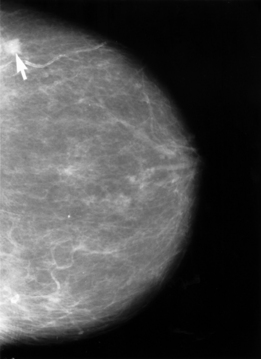
Carcinoma identificado em uma mamografia.

Quase sempre começa como uma lesão pré-maligna, por exemplo como um carcinoma ductal in situ criviforme ou como um comedocarcinoma.

## Sinais e sintomas
Pode ser sentido em uma palpação como uma massa mais dura e firme que tumores benignos e que não varia com o período menstrual. Pode deformar o seio, retrair o mamilo e liberar secreção celular pelo mamilo, mas antes dos estágios avançados frequentemente não tem sintomas e só é detectado por mamografia.

## Tratamento
Pode envolver uma combinação de cirurgias (mastectomia radical ou uma lumpectomia dependendo do tamanho), radioterapia, quimioterapia e terapia hormonal com tamoxifeno dependendo do estágio do tumor e da saúde do paciente. Pode ser necessário remover gânglios linfáticos das axilas para examinar se o câncer espalhou. Com o tratamento adequado a sobrevivência após 5 anos do diagnóstico é de mais de 85%.